# Первоэртильское сельское поселение
Первоэртильское сельское поселение — муниципальное образование в Эртильском районе Воронежской области.
Административный центр — посёлок Перво-Эртиль.

## История
Первоэртильский сельский Совет рабочих, крестьянских и красноармейских депутатов Щучинской волости Бобровского уезда Воронежской губернии был образован в 1918 году. В 1928 году Первоэртильский сельский Совет вошёл в состав вновь образованного Щучинского района Воронежской области. В 1938 году образуется Эртильский район, в состав которого вошел Первоэртильский сельский Совет депутатов трудящихся. 

## Административное деление
В состав поселения входят:
- посёлок Перво-Эртиль,
- посёлок Баженовка,
- посёлок Васильевка,
- посёлок Введенка,
- посёлок Владимировка,
- посёлок Вознесеновка,
- посёлок Дзержинский,
- посёлок Дмитриевка,
- посёлок Знаменка,
- посёлок Михайловка,
- посёлок Новогеоргиевка.